# Mesochorus inobseptus
Mesochorus inobseptus là một loài tò vò trong họ Ichneumonidae.